# Согдијана
Согдијана или Согдија (узб. Sog'diona, таџ. Суғд; стперс. Suguda; перс. سغد, кин: 粟特) била је античка иранска цивилизација и провинција ахемендског персијског царства. Согдијана је поменута као 18. земља са бехистунског натписа, писаног за време Дарија Великог. Поменута је и у зороастријској књизи „Вендидад” и као друга на списку добрих земаља које је направио бог Ахура Мазда. Согдијана се налазила у Трансоксијани тј. између река Аму Дарје и Сир Дарје на тлу данашњих Узбекистана, Таџикистанa и Киргистанa. Њени значајни градови су били Самарканд, Бухара, Кучанд и Кеш.

## Историја
Први пут је Согдијана ступила у контакт са западном цивилизацијом доласком Александра Македонског. Године 327. п. н. е. Александар је водио тешку опсаду согијанске тврђаве Аримазеј, коју је заузео на превару. У тврђави је заробио и своју будућу невесту, бактријску принцезу Роксану. Након освајања Согдијане, која је била и гранична покрајина будућег Александровог царства, направио је нову сатрапију у коју је ушло и јужније аријевско царство Бактрија. Та сатрапија је 248. п. н. е. постала део хеленистичког Грко-бактријског царства под Диодотом. Године 150. п. н. е., покрајина пада у руке Скита и кинеских племена (Јеџија).
После X века н. е., Согдијана је пала под утицај турских династија, и временом су турски елементи и језици су потиснуле старе источноиранске. Као последњи остатак старог согдијанског становништва, остали су Јагноби у данашњем Таџикистану, који говоре језиком насталим од старосогдијанског.